# Cleoeromene
Cleoeromene là một chi bướm đêm thuộc họ Crambidae.